# Adilson dos Anjos Oliveira
Adilson dos Anjos Oliveira (Goiânia, Goiás, Brasil, 23 de octubre de 1987), más conocido como Juninho, es un jugador de fútbol profesional brasileño que juega como volante para el América Mineiro.

## Biografía
Nacido en Goiânia, Goiás, Juninho comenzó su carrera en el Aparecida Esporte Clube en 2009. En julio de 2012, después de una temporada en Rio Verde, se mudó al Mogi Miirm y fue parte de la campaña de promoción del club en la Serie D.
El 28 de mayo de 2013, fichó por el Atlético Paranaense de la Serie A. Hizo su debut en 1 de junio, entrando como suplente de Deivid en el empate de 2 a 2 contra Flamengo.
Después de ser considerado excedente a los requisitos, fue cedido a la Ponte Preta, Ferroviária y América Mineiro. Firmó definitivamente con este último el 7 de febrero de 2017, tras acordar un contrato de dos años.

## Clubes
| Club                     | País   | Año       | Partidos | Goles |
| ------------------------ | ------ | --------- | -------- | ----- |
| Aparecida EC             | Brasil | 2010      | 0        | 0     |
| Rio Verde                | Brasil | 2011-2012 | 17       | 2     |
| Mogi Mirim               | Brasil | 2012-2013 | 16       | 0     |
| Athletico                | Brasil | 2013-2016 | 38       | 0     |
| Ponte Preta (cedido)     | Brasil | 2014-2015 | 73       | 2     |
| Ferroviária (cedido)     | Brasil | 2016      | 18       | 2     |
| América Mineiro (cedido) | Brasil | 2016      | 32       | 2     |
| América Mineiro          | Brasil | 2017-     | 283      | 16    |